# Live-Blogging
Live-Blogging beschreibt das Schreiben und Kuratieren von Blogs in Echtzeit. Sie bestehen aus einer Sammlung von verschiedenen Medien, sodass sie eine Mischung aus u. a. Bildern, Texten, Videos und Social-Media-Posts umfassen. Eine einfachere, leicht abgewandelte Form des Live-Blogs ist der Live-Ticker, der vor allem bei Sport-Events eingesetzt wird und die wichtigsten Ereignisse und Entwicklungen in verschiedenen Medien-Formen festhält. Damit haben sich Live-Blogs zu einem wichtigen Tool für Journalisten entwickelt und werden zudem im Event-Marketing eingesetzt.

## Arbeitsweise
Live-Blogs werden von einem oder mehreren Bloggern kuratiert, meist in Zusammenarbeit mit Fotografen und Videografen, um eine Mischung aus Text und Bild zu erzeugen, zusätzlich sind das Einfügen von Videos, GIFs und Social-Media-Posts möglich. Oft wird ein Live-Blog auch kombiniert mit einem Live-Stream eingesetzt. Die Live-Blogs werden dabei normalerweise in die Website des Auftraggebers integriert und für deren Bedürfnisse angepasst. Live-Blogger übernehmen dabei das Mobile Reporting, um schnell und direkt über die Veranstaltung oder das Ereignis zu berichten. 

## Entwicklung der Live-Blogs
Das erste Format dieser Art geht auf Gareth Owen für die Berichterstattung der BBC über die Haushaltsplanung des britischen Parlaments zurück, seitdem wurde das Format immer weiter entwickelt und spezifiziert. In den ersten Jahren wurden vor allem Events der Technologie-Branche auf Websites, wie Gimondo, Engadget, Techcrunch und Macworld, gecovert (z. B. wie die Stevenote’s der Macworld Expo oder die WWDC), aber auch die Berichterstattung der Demonstrationen gegen die Regierung im Iran 2009.
Im deutschen Raum sind es vor allem die Anbieter storytile, Tickaroo und Scribble, die Live-Blogs und Ticker sowohl für verschiedene Redaktionen, Nachrichtenportale und Verlage als auch für Unternehmen, NGOs, Verbände und Parteien anbieten.

## Einsatz von Live-Blogs
Live-Blogs werden vor allem eingesetzt bei:
- Ereignissen mit hohem Nachrichtenwert (internationale, nationale und regionale Konflikte, Katastrophen, Demonstrationen und Unruhen);
- Sportereignissen,
- Wahlen,
- Konferenzen und Tagungen,
- Events aller Art

Live-Blogs bieten sich für alle Ereignisse und Events an, bei denen viel in eher kurzen Zeitabständen passiert und festgehalten werden kann. Währenddessen zeigt ein Live-Blog einen Überblick über aktuelle Entwicklungen, Veränderungen und besonders wichtige Ereignisse in Echt-Zeit an, im Nachhinein zeigt er eine Dokumentation der Geschehnisse in ihrem zeitlichen Ablauf.

## Technik und Anbieter
Die einfachste Form des Live-Bloggings bedarf keiner zusätzlichen Software. Dabei wird ein Artikel eines CMS oder eine HTML-Datei mit der Zeit immer wieder mit neuen Inhalten ergänzt. Nachteil dieser Arbeitsweise ist für Redakteure u. a. die fehlende Möglichkeit der Kollaboration im Team, sowie für die Leser des Live-Blogs die fehlende automatische Aktualisierung bei neuen Inhalten. Außerdem können Live-Blogs in kurzer Zeit außergewöhnlich hohe Zugriffszahlen erzielen, was vor allem im Nachrichtenbereich eine hoch belastbare Server-Infrastruktur erfordert. Um diese Nachteile zu beheben, gibt es verschiedene Software-Lösungen. Im deutschsprachigen Raum sind für professionelle Anwender CMS-Lösungen von storytile, Tickaroo und ScribbleLive besonders verbreitet und im nicht-kommerziellen Bereich das Wordpress-Plugin Liveblog.

## Rolle von Live-Blogs in der Medienlandschaft
Live-Blogs spielen zunehmend eine Rolle in der Medienlandschaft, weil sie nicht nur unmittelbar und schnell aktuelle Ereignisse und Events wiedergeben können, sondern auch leicht Social Media und mediale Formen aller Art einbeziehen und verknüpfen können. Sie machen damit auch journalistisches Mobile Storytelling möglich. Vor allem dass Live-Blogs eine genuine Form des Online-Zeitalters sind, macht sie besonders aktuell, wie auch Matt Wells vom Guardian zum Thema Live-Blogs betont: Live-Bloggen sei ein „einzigartiges digitales Format, das sich auf eine Art entwickelt hat, die natürlich ist in Bezug auf das Internet“. Daher erklärt er, Live-Blogs seien weniger eine Prognose, dass der Journalismus sterben wird, als viel eher die Verkörperung seiner Zukunft.